# La Porteuse de pain (film, 1923)
Pour les articles homonymes, voir La Porteuse de pain (homonymie).
Pour plus de détails, voir Fiche technique et Distribution.
La Porteuse de pain est un film français réalisé par René Le Somptier et sorti en 1923.
Le film est une des nombreuses adaptations du roman-feuilleton La Porteuse de pain de Xavier de Montépin.

## Fiche technique
- Réalisation : René Le Somptier
- Adaptation : Germaine Dulac d'après Xavier de Montépin
- Production : Les Films Marcel Vandal et Charles Delac
- Directeur de la photographie : Amédée Morrin
- Décorateur : Fernand Delattre
- Costumes : Jeanne Lanvin
- Date de sortie : 14 septembre 1923

## Distribution
- Suzanne Desprès
- Gabriel Signoret
- Geneviève Félix
- Germaine Rouer
- Henri Baudin
- Jacques Guilhène
- René Koval
- Ernest Maupain
- Jacques Faure
- Pierre Almette
- Peggy Vere